# Salvador Barnola
Salvador Barnola (* 6. September 1977 in Puigcerdà) ist ein spanischer Eishockeyspieler, der seit 1998 bei CG Puigcerdà in der Spanischen Superliga unter Vertrag steht. Er ist Rekordnationalspieler Spaniens.

## Karriere
Salvador Barnola begann seine Karriere als Eishockeyspieler in der Nachwuchsabteilung des CG Puigcerdà, für dessen erste Mannschaft er in der Saison 1998/99 sein Debüt in der Superliga gab. Mit seinem Heimatverein gewann der langjährige Nationalspieler in den Jahren 2006, 2007 und 2008 jeweils den spanischen Meistertitel sowie 1999, 2004, 2005, 2007, 2008, 2009 und 2010 die Copa del Rey.

### International
Für Spanien nahm Barnola im Juniorenbereich an der U18-Junioren-B-Europameisterschaft 1994, der U18-Junioren-C1-Europameisterschaft 1995, als er zum besten Spieler seiner Mannschaft gewählt wurde, und der U20-Junioren-C1-Weltmeisterschaft 1995 teil. 
Im Seniorenbereich stand der Linksaußen zunächst bei den C-Weltmeisterschaften 1998 und 2000 sowie der D-Weltmeisterschaft 1999 im Aufgebot seines Landes. Nach der Umstellung des WM-Modus auf das heutige Divisionssystem nahm er an den Weltmeisterschaften der Division II 2001, 2002, 2003, 2004, 2005, 2007, 2008, 2009, 2010, 2012, 2013, 2014 und 2015 sowie der Division I 2011 teil. Seit 2011 führte er die spanische Auswahl als Mannschaftskapitän auf das Eis. Außerdem vertrat er seine Farben in der Qualifikation für die Olympischen Winterspiele 2010 in Vancouver. Mit 88 Länderspielen ist er Rekordnationalspieler seines Landes.
Neben seinen Einsätzen in der spanischen Nationalmannschaft spielt er auch für die katalanische Auswahl.

## Erfolge und Auszeichnungen
| - 1999 Spanischer Pokalsieger mit dem CG Puigcerdà - 2004 Spanischer Pokalsieger mit dem CG Puigcerdà - 2005 Spanischer Pokalsieger mit dem CG Puigcerdà - 2006 Spanischer Meister mit dem CG Puigcerdà - 2007 Spanischer Meister mit dem CG Puigcerdà | - 2007 Spanischer Pokalsieger mit dem CG Puigcerdà - 2008 Spanischer Meister mit dem CG Puigcerdà - 2008 Spanischer Pokalsieger mit dem CG Puigcerdà - 2009 Spanischer Pokalsieger mit dem CG Puigcerdà - 2010 Spanischer Pokalsieger mit dem CG Puigcerdà |

### International
- 1999 Aufstieg in die C-Gruppe bei der D-Weltmeisterschaft
- 2010 Aufstieg in die Division I bei der Weltmeisterschaft der Division II, Gruppe A
- 2014 Aufstieg in die Division II, Gruppe A, bei der Weltmeisterschaft der Division II, Gruppe B